# プルデンシャル・センター
プルデンシャル・センター（Prudential Center, 愛称ザ・ロック）はニュージャージー州ニューアークにある屋内競技場。主にNHLのニュージャージー・デビルスの試合が行われている。

## 概要
ニューアーク・リバティー国際空港に近い場所に位置する。2007年10月25日にこけら落としされた。プルデンシャル・ファイナンシャルが20年契約総額1億530万ドルで命名権を取得した。当初、NBAのニュージャージー・ネッツの使用の予定はなかったが、2012年にバークレイズ・センター（ニューヨーク州ブルックリン）に移転するまで同地で本拠地を構えることになった。
2007年11月には格闘技のUFC 78、2010年3月にもUFC 111が開催、またコンサートが多数開催されている。2011年と2012年にNBAドラフトが開催された。
2014年の第48回スーパーボウルのメディア・デイの会場となっている。